# Dicladocera nova
Dicladocera nova är en tvåvingeart som beskrevs av Krober 1931. Dicladocera nova ingår i släktet Dicladocera och familjen bromsar. Inga underarter finns listade i Catalogue of Life.